# 条纹鼠鲨属
条纹鼠鲨属（学名：Striatolamia）是一类已灭绝的鲨鱼，属于锥齿鲨科。它们生存于古新世早期到中新世晚期（61.7到10.3百万年前）。

## 词源学
条纹鼠鲨属的拉丁文学名来自于它们的牙齿表面上的纹路。

## 分类
条纹鼠鲨属曾被一些学者归类为尖吻鲛科和条纹鼠鲨科。
与条纹鼠鲨属相似的有关属包括Carcharoides、 Parodontaspis、Priodontaspis、Pseudoisurus和 Synodontaspis。

### 物种
本属包含以下物种：
- 巨条纹鼠鲨 Striatolamia macrota Agassiz 1843[3]
- 条纹条纹鼠鲨 Striatolamia striata (Winkler 1874)[2]
- 怀特条纹鼠鲨 Striatolamia whitei (Arambourg, 1952)[4]

## 描述
条纹鼠鲨属的体长可达350厘米（140英寸）。它的牙齿特别大，在沉积物中很常见。前牙有拉长型牙冠，舌面有条纹和小的副牙。侧牙较小而宽，条纹较浅。
巨条纹鼠鲨有着和条纹条纹鼠鲨相比较小的牙根，它们往往是下弯的。这两个物种之间的另一个区别是牙齿的长度。条纹条纹鼠鲨的牙齿（19到38毫米（0.75到1.50英寸））通常比巨条纹鼠鲨的牙齿小（13到51毫米（0.51到2.01英寸）。

## 分布与栖息地
条纹鼠鲨属中分布最广泛的物种是条纹条纹鼠鲨和巨条纹鼠鲨。条纹鼠鲨属的牙齿化石和钙化脊椎骨在世界各地都有发现。这类鲨鱼生活在低盐度的水域。

## 延伸阅读
- Fossils (Smithsonian Handbooks) by David Ward (Page 202)
- Joe Cocke "Fossil shark teeth of the world"
- Cyril Walker & David Ward (1993) - Fossielen: Sesam Natuur Handboeken, Bosch & Keuning, Baarn. ISBN 90-246-4924-2